# کبیری (مشیز)
کبیری یک روستا در ایران است که در دهستان مشیز شهرستان بردسیر واقع شده‌است.